# صموئيل لورانس (سياسي)
صموئيل لورانس (بالإنجليزية: Samuel Lawrence)‏ هو محامي وقاضي وسياسي أمريكي، ولد في 23 مايو 1773 في إلم هرست في الولايات المتحدة، وتوفي في 20 أكتوبر 1837 في الولايات المتحدة. حزبياً، نشط في الحزب الجمهوري الديمقراطي. وقد انتخب عضو جمعية ولاية نيويورك وانتخب عضو مجلس النواب الأمريكي.